# Michael Møller (professor)
 For alternative betydninger, se Michael Møller. (Se også artikler, som begynder med Michael Møller)
Michael Møller (født 16. august 1951 i Frederikshavn) er en dansk økonom, der siden 1998 har været professor ved Institut for Finansiering ved Copenhagen Business School.
Michael Møller blev cand.polit. fra Københavns Universitet i 1977 og lic.polit. samme sted i 1984. Fra 1998 har han været professor i finansiering ved Copenhagen Business School og forsker blandt andet i privatøkonomi, pension og boligmarkedet.
Foruden at have været bestyrelsesmedlem i Nationalbanken frem til 2019 og bestyrelsesmedlem i Forenet Kredit frem til 2018, har Michael Møller desuden været medlem af en lang række offentlige udvalg og kommissioner, blandt andet Skattekommissionen, Udvalget om systemisk vigtige finansielle institutioner i Danmark (formand), Ekspertgruppen for værdiansættelse ved generationsskifte (formand) og Ekspertgruppen vedrørende boligreguleringslovens §5 stk. 2.
Han har desuden skrevet en del bøger om blandt andet privatøkonomi med sin kollega, professor Niels Chr. Nielsen.
Michael Møller er ridder af Dannebrog.